# Belliena scotti
Belliena scotti is een spinnensoort in de taxonomische indeling van de springspinnen (Salticidae).
Het dier behoort tot het geslacht Belliena. De wetenschappelijke naam van de soort werd voor het eerst geldig gepubliceerd in 1918 door Henry Roughton Hogg.